# Marta Baldó

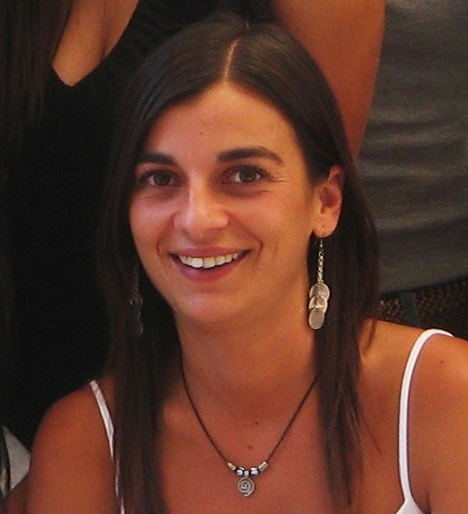
Marta Baldó.

Marta Baldó Marín (Villajoyosa, 8 de abril de 1979) é uma ex-ginasta espanhola.
Competindo na ginástica rítmica, foi medalhista de ouro nos Jogos Olímpicos de Atlanta.